# 固城乡 (淮滨县)
固城乡，是中华人民共和国河南省信阳市淮滨县下辖的一个乡镇级行政单位。

## 行政区划
固城乡下辖以下地区：
固城村、楚寨村、大吴岗村、邓营村、岗头村、白布村、河湾村、黄岗村、简寨村、老庄村、李营村、马庄村、前邓营村、任庄村、王营村、小吴岗村、徐坡村、詹营村、张井村和赵湾村。